# Велоспорт на літніх Олімпійських іграх 1928
У змаганнях з велоспорту на літніх Олімпійських іграх 1928 в Амстердамі розіграно 6 комплектів нагород (лише серед чоловіків) у двох видах: шосейний велоспорт і велоспорт на треку. Роздільна індивідуальна гонка була завдовжки 168 км. В роздільній командній гонці місця визначалися за сумою часів трьох найшвидших гонщиків від певної країни. Замість перегонів на треку на 50 км, що відбулися в 1920 і 1924 роках, провели гіт на 1 км.

## Медальний залік

### Шосейні гонки
| Дисципліни                    | Золото                                             | Срібло                                                              | Бронза                                              |
| ----------------------------- | -------------------------------------------------- | ------------------------------------------------------------------- | --------------------------------------------------- |
| Роздільна індивідуальна гонка | Генрі Гансен (DEN)                                 | Френк Саутолл (GBR)                                                 | Єста Карлссон (SWE)                                 |
| Роздільна командна гонка      | Данія (DEN) Генрі Гансен Орла Єрґенсен Лео Нільсен | Велика Британія (GBR) Джек Лаутервассер Джон Міддлтон Френк Саутолл | Швеція (SWE) Єста Карлссон Ерік Янссон Ґеорґ Юнссон |

### Велоперегони на треку
| Дисципліни                    | Золото                                                                    | Срібло                                                                         | Бронза                                                                     |
| ----------------------------- | ------------------------------------------------------------------------- | ------------------------------------------------------------------------------ | -------------------------------------------------------------------------- |
| Командна гонка переслідування | Італія (ITA) Чезаре Фаччіані Джакомо Джаоні Маріо Лузіані Луїджи Тасселлі | Нідерланди (NED) Йоганнес Мас Піт ван дер Горст Янус Браспеннікс Ян Пейненбюрґ | Велика Британія (GBR) Джордж Саутолл Гаррі Вайлд Леонард Вайлд Персі Вайлд |
| Спринт                        | Роже Бофран (FRA)                                                         | Антуан Мазайрак (NED)                                                          | Віллі Гансен (DEN)                                                         |
| Тандем                        | Бернард Лене і Дан ван Дейк (NED)                                         | Ернест Чамберс і Джон Сіббіт (GBR)                                             | Ганс Бернгардт і Карл Кетер (GER)                                          |
| Гіт                           | Willy Hansen (DEN)                                                        | Ґерард Босх ван Дракестейн (NED)                                               | Данк Ґрей (AUS)                                                            |

## Країни, що взяли участь
Змагалися 149 велогонщики з 27-ми країн. Представники Ірландії, Іспанії та Туреччини змагалися вперше.
| - Аргентина (6) - Австралія (2) - Австрія (2) - Бельгія (8) - Канада (6) - Чилі (5) - Чехословаччина (4) - Данія (5) - Фінляндія (1) |  | - Франція (8) - Німеччина (10) - Велика Британія (12) - Ірландія (2) - Італія (12) - Латвія (5) - Литва (4) - Люксембург (4) - Нідерланди (11) |  | - Норвегія (4) - Польща (11) - Південно-Африканська Республіка (1) - Іспанія (1) - Швеція (4) - Швейцарія (9) - Туреччина (4) - США (4) - Югославія (4) |

## Таблиця медалей
| Місце               | Країна                | Золото | Срібло | Бронза | Загалом |
| ------------------- | --------------------- | ------ | ------ | ------ | ------- |
| 1                   | Данія (DEN)           | 3      | 0      | 1      | 4       |
| 2                   | Нідерланди (NED)      | 1      | 3      | 0      | 4       |
| 3                   | Італія (ITA)          | 1      | 0      | 0      | 1       |
| 3                   | Франція (FRA)         | 1      | 0      | 0      | 1       |
| 5                   | Велика Британія (GBR) | 0      | 3      | 1      | 4       |
| 6                   | Швеція (SWE)          | 0      | 0      | 2      | 2       |
| 7                   | Австралія (AUS)       | 0      | 0      | 1      | 1       |
| 7                   | Німеччина (GER)       | 0      | 0      | 1      | 1       |
| Загалом (8 збірних) | Загалом (8 збірних)   | 6      | 6      | 6      | 18      |